# ヴージョ (ワイン)
ヴージョ （Vougeot）は、ブルゴーニュワインの1つ。
ヴージョは村のすべてがぶどう畑とワイン関連の施設と言っても過言ではないほどのワインの村である。村単独のAOC「ヴージョ」を持つほかに、村の面積の半分以上を占めるクロ・ヴージョ（fr）の畑が独立した畑名の特級AOCに指定されている。ロマネ＝コンティを作るヴォーヌ＝ロマネ村の北に接する村だけに、ワインの香りは豊かで、ブルゴーニュのワインとしては最も力強いものの一つである。赤・白両方が生産され、ぶどう品種もピノ・ノワールとその枝変わり品種であるピノ・グリ、ピノ・ブランおよびシャルドネの使用が認められているが、大半のワインは、ピノ・ノワール種100％の赤ワインである。なお、2016年現在、白ワインを生産しているのは、ドメーヌ・ベルターニャおよびドメーヌ・ド・ラ・ヴージュレの２軒のみである。